# سد ناگل
سد ناگل (به لاتین: Nagle Dam) یک سد در آفریقای جنوبی است که در کوازولو-ناتال واقع شده‌است.